# 흥전초등학교
흥전초등학교는 대한민국 강원특별자치도 삼척시에 있는 초등학교다.

## 학교 연혁
- 1963.11.22 흥전국민학교 설립 인가
- 1964.03.14 흥전국민학교 개교(5학급)
- 1964.10.21 제1대 김동훈 교장 취임
- 1965.03.01 9학급 편성
- 1965.04.15 제2대 심재호 교장 취임
- 1970.02.23 제1회 졸업장 수여식(남100명, 여075명)
- 1973.09.01 제3대 김경식 교장 취임
- 1978.09.01 제4대 이강화 교장 취임
- 1982.09.01 제5대 최화규 교장 취임
- 1983.12.26 제6대 이희경 교장 취임
- 1987.03.01 제7대 김동식 교장 취임
- 1990.03.01 제8대 정해운 교장 취임
- 1993.09.01 제9대 황영국 교장 취임
- 1995.09.01 제10대 김영묵 교장 취임
- 1996.03.01 흥전초등학교로 교명 변경
- 1998.09.01 제11대 조대현 교장 취임
- 1999.03.01 강원도교육청지정 더불어 가꾸기 교육 연구학교(2년) 지정
- 1999.09.01 제12대 김직영 교장 취임
- 2000.12.30 강원도교육감 우수학교(학교교육계획 실천 분야) 표창 수상
- 2000.12.30 강원도교육감 우수학교(교육활동 분야) 표창 수상
- 2001.09.01 제13대 이상호 교장 취임
- 2001.12.20 육성종목 "여자정구부" 창단
- 2002.10.18 제31회 강원도교육감기 정구대회 여자부 단체전 3위
- 2003.04.08 강원도소년체육대회 여자정구부 단체전 2위
- 2003.10.24 제32회 강원도교육감기 정구대회 여자부 단체전 우승
- 2004.04.23 강원도소년체육대회 여자정구부 단체전 우승
- 2004.10.21 제33회 강원도교육감기 정구대회 여자부 단체전 우승(2연패)
- 2005.03.01 제14대 장진태 교장 취임
- 2005.03.01 강원도삼척교육청지정 기초ㆍ기본학력 연구학교(1년) 지정
- 2005.03.01 강원도삼척교육청지정 교실수업개선 연구학교(1년) 지정
- 2005.03.27 제20회 강원도정구협회장기 여자부 단체전 준우승
- 2005.04.15 강원도소년체육대회 여자정구부 단체전 우승
- 2005.09.08 문화관광부장관기 전국초등학교정구대회 여자부 단체전 3위
- 2005.10.27 제34회 강원도교육감기 정구대회 여자부 단체전 우승(3연패)
- 2005.11.04 시지정 기초ㆍ기본학력 연구학교 및 교실수업개선 모델학교 보고회 개최
- 2005.12.31 강원도교육감 유공학교(교수.학습 분야) 표창 수상
- 2006.03.01 강원도교육청지정 기초ㆍ기본학력 연구학교(2년) 지정
- 2006.04.24 강원도소년체육대회 여자정구부 단체전 3위
- 2006.06.29 제29회 강원도삼척교육장기 육상대회 종합 준우승
- 2006.11.02 제35회 강원도교육감기 정구대회 여자부 단체전 우승(4연패)
- 2006.12.30 강원도교육감 학교평가 우수학교 표창 수상
- 2007.03.14 제23회 강원도정구협회장기 여자부 단체전 3위
- 2007.04.18 강원도소년체육대회 여자정구부 단체전 3위
- 2007.07.27 제30회 강원도삼척교육장기 육상대회 종합 3위
- 2007.10.26 제36회 강원도교육감기 정구대회 여자부 단체전 3위
- 2007.10.30 강원도교육청지정 기초.기본학력 연구학교 운영보고회(2/2년차)
- 2007.12.26 강원도교육과학연구원장 우수 연구학교 표창 수상
- 2007.12.31 강원도삼척교육청교육장 유공학교(방과후학교 분야) 표창 수상
- 2008.03.01 강원도교육청지정 교원능력개발평가 선도학교(1년) 지정
- 2008.03.28 제24회 강원도정구협회장기 여자부 단체전 우승
- 2008.04.19 강원도소년체육대회 여자정구부 단체전 준우승
- 2008.11.01 제37회 강원도교육감기 정구대회 여자부 단체전 준우승
- 2008.12.31 강원도교육감 유공학교(공교육 내실화 분야) 표창 수상
- 2008.12.31 교육행정서비스헌장제 종합평가 강원도내 초등학교부문 1위
- 2009.03.01 강원도교육청지정 교원능력개발평가 선도학교(1년) 지정
- 2009.03.01 제15대 김남부 교장 취임
- 2009.09.22 옥상형 시계탑 건립
- 2009.09.22 영어체험 학습 교실 시설 (1실)
- 2009.11.20 폐기교실 2동 15실 건물 철거
- 2009.12.30 강원도 학교평가 우수교 표창 수상
- 2009.12.30 삼척시 방과후학교 교육운영 우수교 표창 수상
- 2012.03.01 강원도교육청 지속가능발전교육(환경교육) 연구학교(2년) 지정
- 2012.03.01 제16대 이상철 교장 취임
- 2014.09.01 제17대 최종열 교장 부임
- 2015.02.13 제46회 졸업장 수여식(남2명, 여8명/졸업생 5,446명)